# Pereilema crinitum
Pereilema crinitum är en gräsart som beskrevs av Jan Svatopluk Presl. Pereilema crinitum ingår i släktet Pereilema och familjen gräs. Inga underarter finns listade i Catalogue of Life.